# Лагодів (Золочівський район)
Ла́годів — село в Україні, у Бродівській міській громаді Золочівського району Львівської області. Колишній орган місцевого самоврядування — Язлівчицька сільська рада. Населення становить 263 особи. 

## Географія
Неподалік від села Лагодів розташоване Лагодівське заповідне урочище, створене 1984 року з метою збереження природного ландшафту з цінними високопродуктивними насадженнями сосни звичайної.

## Історія
12 червня 2020 року, відповідно до розпорядження Кабінету Міністрів України № 718-р «Про визначення адміністративних центрів та затвердження територій територіальних громад Львівської області», село увійшло до складу Бродівської міської громади.
19 липня 2020 року, в результаті адміністративно-територіальної реформи та ліквідації Бродівського району, село увійшло до складу новоствореного Золочівського району.

## Населення
За даними «Словника географічного Королівства Польського та інших країв слов'янських» 1880 року у Лагодові мешкало 335 осіб та 12 осіб на околиці, з них 60 римо-католиків, 273 — греко-католиків. 1939 року в селі мешкало 580 осіб, з них 470 русинів (українців), 20 поляків та 90 латинників.
Згідно перепису населення УРСР 1989 року, то в селі мешкало 264 особи (104 чоловіки, 160 жінок)  За даними всеукраїнського перепису населення 2001 року в селі мешкало лише 263 особи. Майже усі назвали рідною мовою — українську, і лише 2 особи (0,76 %) — російську.

### Мова
Розподіл населення за рідною мовою за даними перепису 2001 року:
| Мова       | Кількість | Відсоток |
| ---------- | --------- | -------- |
| українська | 261       | 99.24%   |
| російська  | 2         | 0.76%    |
| Усього     | 263       | 100%     |

## Назва
Назва села Лагодів, пов'язана із головною греблею Лагодівського ставу, що знаходилася в межах села у XVI–XVIII століттях (тепер греблею називають шлях, довжиною 1,4 км, що прямує з Лагодова до урочища Гатки). Розміри греблі були великими і часу на її спорудження (лагодження) витрачено було багато. Вочевидь, коли споруджували греблю, то це місце і назвали — «там, де лагодять», що з плином часу трансформувалося у теперішню назву села — Лагодів.

## Історія
Давнє село з цікавою історією. В межах села знаходився відомий у XVI–XVIII століттях Лагодівський став. Воду з Лагодівського ставу спустили найімовірніше тоді, коли руйнували Бродівську фортецю у 1812 році й потому його більше не наповнювали.
Власник села Юзеф Потоцький сприяв закладенню в селі мануфактури з виробництва килимів (на кшталт перських), які мали орієнтальні візерунки.
У XVIII столітті в селі збудований одноповерховий будинок, що належав графам Тарновським.
У XIX столітті — село у складі Бродського повіту Королівства Галичини та Володимирії Австро-Угорщини. Напередодні другої світової війни Лагодів був у складі сільської ґміни Конюшків Бродського повіту Тарнопольського воєводства Польщі. На початку 1940 року село увійшло до новоствореного Бродівського району Львівської області УРСР. Наприкінці 1960-х років село підпорядковувалося Конюшківській сільській раді, центр якої до 1978 року перенесли до Язлівчика.
Нині в селі працюють фельдшерсько-акушерський пункт, народний дом «Просвіта», а також функціонує невеличка церква Введення в храм Пресвятої Богородиці ПЦУ. Від 1995 року селі діє бродівський дитячий оздоровчий табір «Юність».

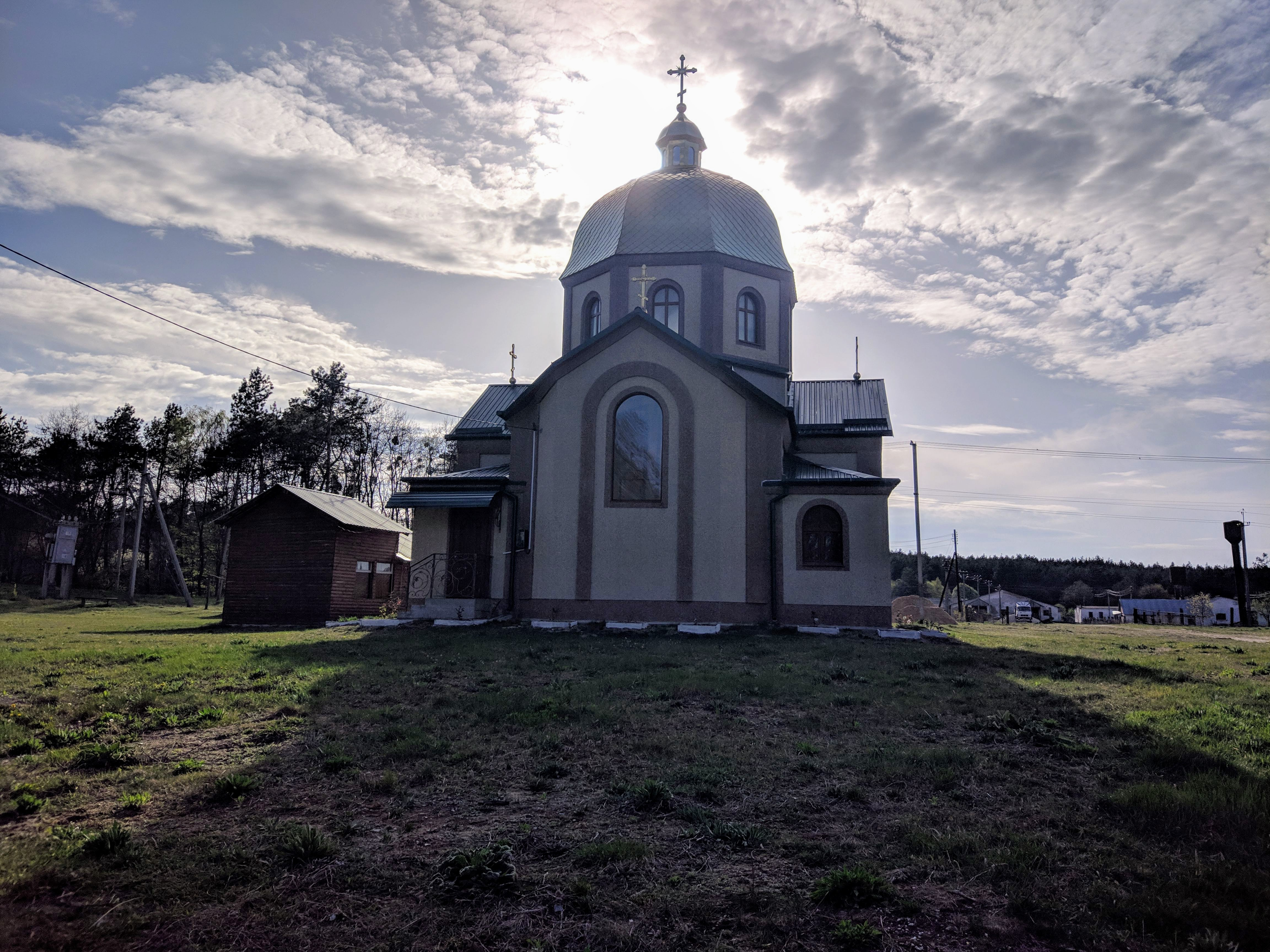
Церква Введення в храм Пресвятої Богородиці